# Lísková
Lísková (německy Haselbach) je zaniklá obec, část obce Nemanice v okrese Domažlice v Plzeňském kraji. Nachází se asi 2,5 kilometru jižně od Nemanic. Územím protéká Černý potok a prochází silnice II/189. Lísková leží v katastrálním území Lísková u Nemanic o rozloze 5,09 km². V katastrálním území Lísková u Nemanic leží i Nemaničky.

## Historie
První písemná zmínka o vesnici pochází z roku 1789. Ovšem jiné zdroje uvádějí, že nejstarší zmínky se objevují v roce 1546 a o čtyři roky později je ves uváděna při popisu hranic waldmünchenského úřadu. Pod obec Lísková patřila také zaniklá sklářská osada Černořecká Huť (Sophienhütte). Až do roku 1708 patřila vesnice spolu se sousední vesnicí Nemaničky k Horní Falci, potom k Čechám, přičemž průběh hranic byl definitivně vyznačen až v roce 1766. V druhé polovině 18. století byla vybudována silnice z Klenčí do Lískové, ale k celkovému zprovoznění došlo až v roce 1822 a nastal rozvoj Lískové v souvislosti s hraničním přechodem. Během let 1931–1932 byla v Lískové postavena kaple, vysvěcena na Nanebevzetí Panny Marie, která byla zbořena po druhé světové válce. V místě kaple byl po otevření hranic v roce 1990 nalezen starý poničený litinový kříž s žulovým podstavcem, který stával u vchodu do kaple. Po vykování nového kříže byl v roce 1992 umístěn na původní žulový kámen.
Kocem třicátých let 20. století zde byla dislokována jednotka Stráže obrany státu, kterou tvořili příslušníci finanční stráže; dne 28. září 1938 byl při přestřelce s ordnery zabit příslušník této jednotky Josef Röhrich. V letech 1938 až 1945 se obec v důsledku uzavření Mnichovské dohody stala součástí nacistického Německa. Po druhé světové válce postihl vesnici odsun německého obyvatelstva a následné dosídlování se změnilo na dobu likvidací a demolic. Domy byly rozebírány na stavební materiál. Před zřízením hraničního pásma v roce 1951 byla Lísková využívána emigranty jako místo, kde bylo snadné ilegální překročit hranici. Oficiálně se nastěhovali do opuštěných domů a v noci pak uprchli do Německa. Demolice pokračovaly i v padesátých letech dvacátého století při vytvoření hraničního pásma. Pražská firma Zemstav v lednu a únoru 1956 zbořila 31 domů. Zůstaly pouze budovy celnice, školy a několik domů při státní silnici, zbytek byl zcela srovnána se zemí.
V Lískové stojí několik domů, žádný z nich však není původní a komerční zástavba byla postavena až po roce 1989. Nový rozvoj vesnice nastal až po sametové revoluci. Dne 26. ledna 1990 byl otevřen hraniční přechod Lísková–Waldmünchen. Nová budova české celnice se otevřela 13. ledna 2002 a postupně byla zahájena výstavba dalších objektů (kasino, restaurace, vietnamská tržnice, čerpací stanice pohonných hmot) a vesnice se stala komerčně tržní lokalitou.
Po vstupu České republiky do EU a do schengenského prostoru byla zrušena celnice a hraniční přechod se stal volně průjezdným. Ubylo stánků trhovců, zaniklo kasino a vietnamské tržnice.

## Obyvatelstvo
Sommerova topografie z roku 1839 popisuje ve vsi 23 usedlostí a 214 obyvatel. Na počátku 20. století zde stála škola, poštovní úřad a pobočka spořitelny.
Při sčítání lidu v roce 1921 zde žilo 455 obyvatel, z toho 14 Čechoslováků, 427 Němců a 14 cizozemců. K římskokatolické církvi se hlásilo 447 obyvatel, tři k evangelické a pět k izraelské.
| Rok            | 1869 | 1880 | 1890 | 1900 | 1910 | 1921 | 1930 | 1950 | 1961 | 1970 | 1980 | 1991 | 2001 | 2011 | 2021 |
| -------------- | ---- | ---- | ---- | ---- | ---- | ---- | ---- | ---- | ---- | ---- | ---- | ---- | ---- | ---- | ---- |
| Počet obyvatel | 509  | 628  | 574  | 542  | 538  | 455  | 449  | 59   | –    | –    | –    | –    | –    | 3    | 25   |
| Počet domů     | 38   | 45   | 50   | 56   | 59   | 56   | 65   | 50   | –    | –    | –    | –    | –    | 4    | 5    |

## Obecní správa
Při sčítání lidu v letech 1850–1951 Lísková byla samostatnou obcí v okrese Domažlice. V následujícím období byla osada úředně zrušena a jako část obce Nemanice byla obnovena 1. ledna 2000. V letech 1850–1951 k obci patřily Černá Řeka, Jindřichova Hora a Nemaničky.

## Naučná stezka
V roce 2012 byla u Lískové otevřena nová česko-německá naučná stezka. Začíná za čerpací stanicí a má pět zastavení. Prochází místem, kde kdysi stávala kaple Nanebevzetí Panny Marie a pokračuje k pozůstatkům Horní Lískové, nejstarší částí vesnice Lísková.